# تیم ملی فوتبال زیر ۲۰ سال اسپانیا
تیم ملی فوتبال زیر ۲۰ سال اسپانیا (انگلیسی: Spain national under-20 football team) نماینده کشور اسپانیا در بازی‌های زیر ۲۰ سال است که زیر نظر فدراسیون فوتبال سلطنتی اسپانیا فعالیت می‌کند. 
از افتخارات این تیم می‌توان به قهرمانی در مسابقات فوتبال جوانان جهان ۱۹۹۹ اشاره کرد.